# Musée des Arts et Traditions populaires Marius Audin
Le musée des Arts et Traditions populaires Marius Audin est un musée situé à Beaujeu, dans le département du Rhône, en France . Il présente des objets liés à la culture populaire du Beaujolais.

## Histoire
En 1942, le musée est créé par Marius Audin. Il est inauguré officiellement le 25 septembre 1943 par Georges Henri Rivière.
Il a été labellisé musée de France en 2003.

## Collections
Marius Audin a collectionné des objets de la vie quotidienne beaujolaise et les a rassemblés dans le musée qui porte son nom. On peut y voir une collection de poupées anciennes du XIXe avec meubles et bibelots à leur taille, des objets des métiers de l’artisanat local comme les sabotiers, les tanneurs, les taillandiers, ainsi que de l’agriculture ancienne. Des pièces sont reconstituées comme une ancienne chambre des Hospices de Beaujeu avec les objets usuels des malades, un intérieur traditionnel beaujolais ou encore une ancienne salle de classe avec matériel et livres scolaires.
Le musée présente également l’histoire de la vinification beaujolaise avec la culture, le traitement des vignes et la tonnellerie.
Une salle « Philippe Burnot » regroupe les outils et de nombreuses œuvres comme des gravures sur bois et sur cuivre donnés par Philippe Burnot au musée.